# Índias Ocidentais Britânicas
```
   |-
       |
Erro:
:  
valor não especificado para "
nome_comum
"
```

As Índias Ocidentais Britânicas ou Antilhas Britânicas (em inglês:  British West Indies, por vezes abreviadas como BWI), designavam o que hoje são os territórios britânicos ultramarinos nas Caraíbas: Anguilla, Bermuda, Ilhas Cayman, Ilhas Turks e Caicos e Montserrat. Antes da independência de muitos destes territórios, incluíam um número maior de ilhas na região, em conjunto com duas colónias não-insulares, todas integrando o Império Britânico.
Em 1912, as Índias Ocidentais Britânicas foram divididas em oito colónias: Bahamas, Barbados, Guiana Britânica, Honduras Britânicas, Jamaica (com as suas dependências Ilhas Turks e Caicos e Ilhas Cayman), Trinidad e Tobago, as Ilhas Barlavento, e as Ilhas Sotavento.
Entre 1958 e 1962, todos os territórios insulares menos as Ilhas Virgens Britânicas e as Bahamas integraram a Federação das Índias Ocidentais. Esta não incluía as colónias no continente americano: Honduras Britânicas e Guiana Britânica. Esperava-se que a federação se tornasse independente como um só estado, mas tinha poderes limitados, muitos problemas na prática, e falta de apoio popular. Deste modo, a Federação das Índias Ocidentais foi dissolvida em 1962.
Muitos dos históricos territórios britânicos, incluindo os maiores, são hoje estados soberanos independentes reconhecidos e com assento em várias organizações internacionais ais como a Organização dos Estados Americanos, a Associação dos Estados do Caribe, a Organização Mundial do Comércio, as Nações Unidas, a Comunidade do Caribe, a Commonwealth of Nations e o Banco de Desenvolvimento do Caribe, entre outras. Os restantes foram os territórios britânicos ultramarinos.

As restantes Índias Ocidentais Britânicas

## Territórios

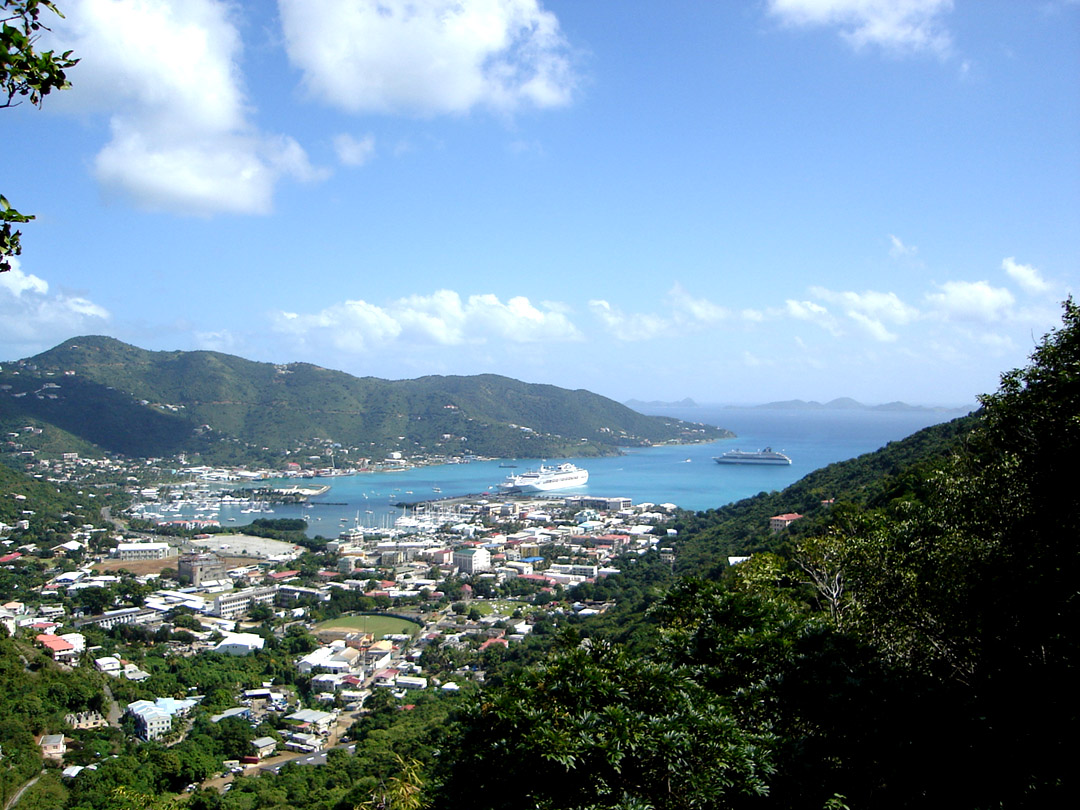
Road Town, na ilha Tortola, Ilhas Virgens Britânicas.

Os territórios que integravam originalmente as Índias Ocidentais Britânicas são (data da independência, entre parêntesis, quando aplicável):
- Bahamas (1973)
- Barbados (1966)
- Belize (antigas Honduras Britânicas) (1981)
- Bermuda (território britânico ultramarino)
- Ilhas de Sotavento Britânicas
  - Anguilla (território britânico ultramarino)
  - Antígua e Barbuda (1981)
  - Ilhas Virgens Britânicas (território britânico ultramarino)
  - Dominica (1978)
  - Montserrat (território britânico ultramarino)
  - São Cristóvão e Nevis (1983)
- Ilhas de Barlavento Britânicas
  - Granada (1974)
  - Santa Lúcia (1979)
  - São Vicente e Grenadinas (1979)
- Ilhas Cayman (território britânico ultramarino)
- Guiana (antiga Guiana Britânica) (1966)
- Jamaica (antiga Colónia da Jamaica) (1962)
- Trinidad e Tobago (1962)
- Ilhas Turks e Caicos (território britânico ultramarino)